# 長頭石頜鯛
長頭石頜鯛為輻鰭魚綱鱸形目鱸亞目鯛科的其中一種，分布於東南大西洋區，從安哥拉至南非海域，棲息深度可達150公尺，體長可達200公分，棲息在沙底質海域、河口區，屬肉食性，以甲殼類、貝類等為食，可做為食用魚及遊釣魚。